# Kozárovce
Kozárovce este o comună slovacă, aflată în districtul Levice din regiunea Nitra, pe malul râului Hron. Localitatea se află la altitudinea de 187 m deasupra n.m., se întinde pe o suprafață de 21,82 km2 și în 2017 număra 2.075 de locuitori.

## Istoric
Localitatea Kozárovce este atestată documentar din 1075.

## Demografie
| An:                | 1994 | 2004   | 2014   | 2024   |
| ------------------ | ---- | ------ | ------ | ------ |
| Număr de persoane: | 1865 | 1963   | 2012   | 2080   |
| Diferență:         |      | +5,25% | +2,49% | +3,37% |

| An:                | 2023 | 2024   |
| ------------------ | ---- | ------ |
| Număr de persoane: | 2089 | 2080   |
| Diferență:         |      | −0,43% |